# Staatliche Münze Berlin

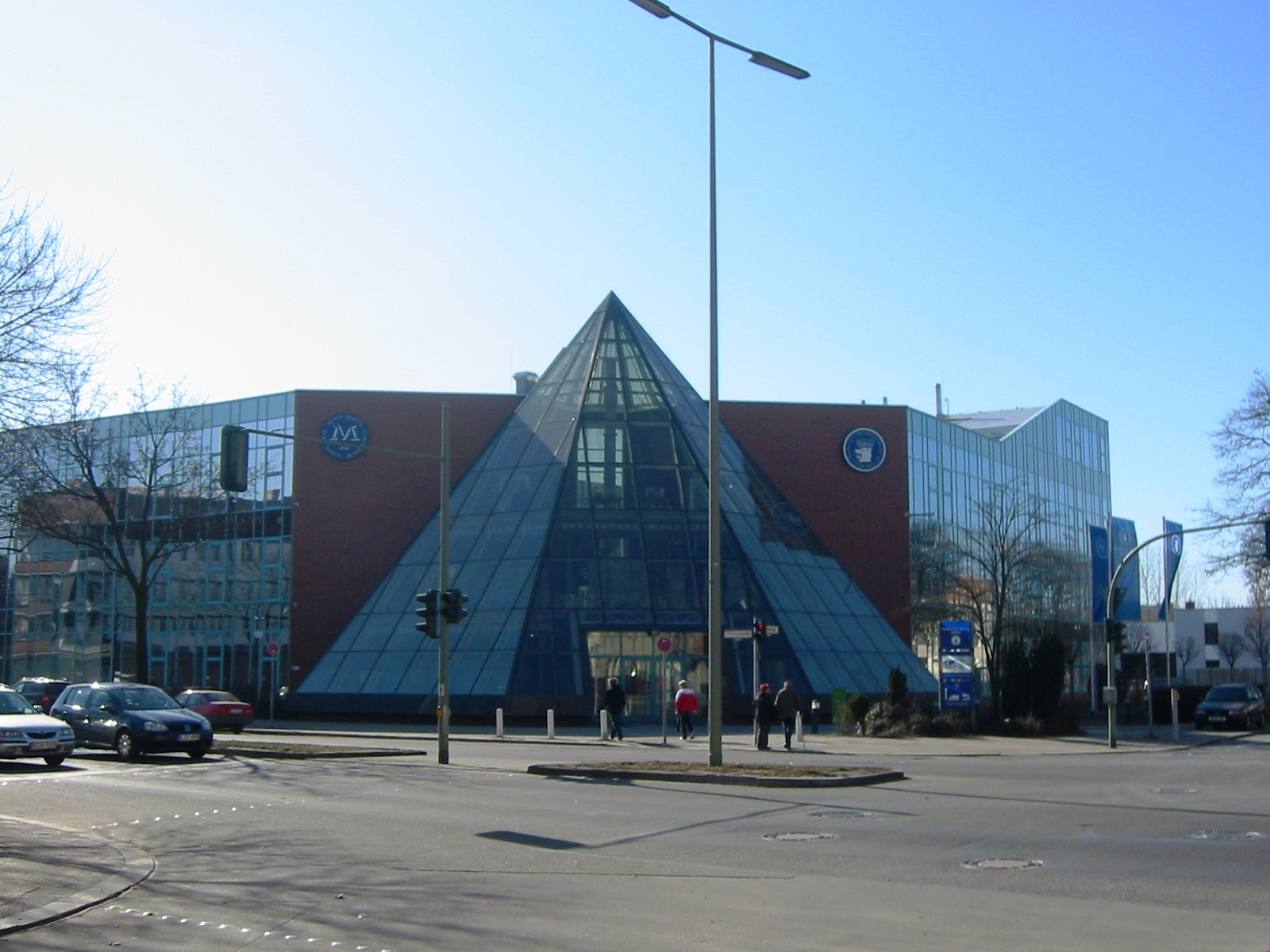
Staatliche Münze Berlin

Staatliche Münze Berlin este monetăria germană din Berlin. Este una din monetăriile unde se fabrică monedele metalice euro de circulație și de colecție. Piesele monetare fabricate aici poartă indicativul A ca marcaj de atelier, începând din 1750, sub Frederic al II-lea
Staatliche Münze Berlin este, împreună cu monetăriile München, Stuttgart, Karlsruhe și Hamburg, una din cele cinci monetării germane în funcțiune.